# Centrale Diemen

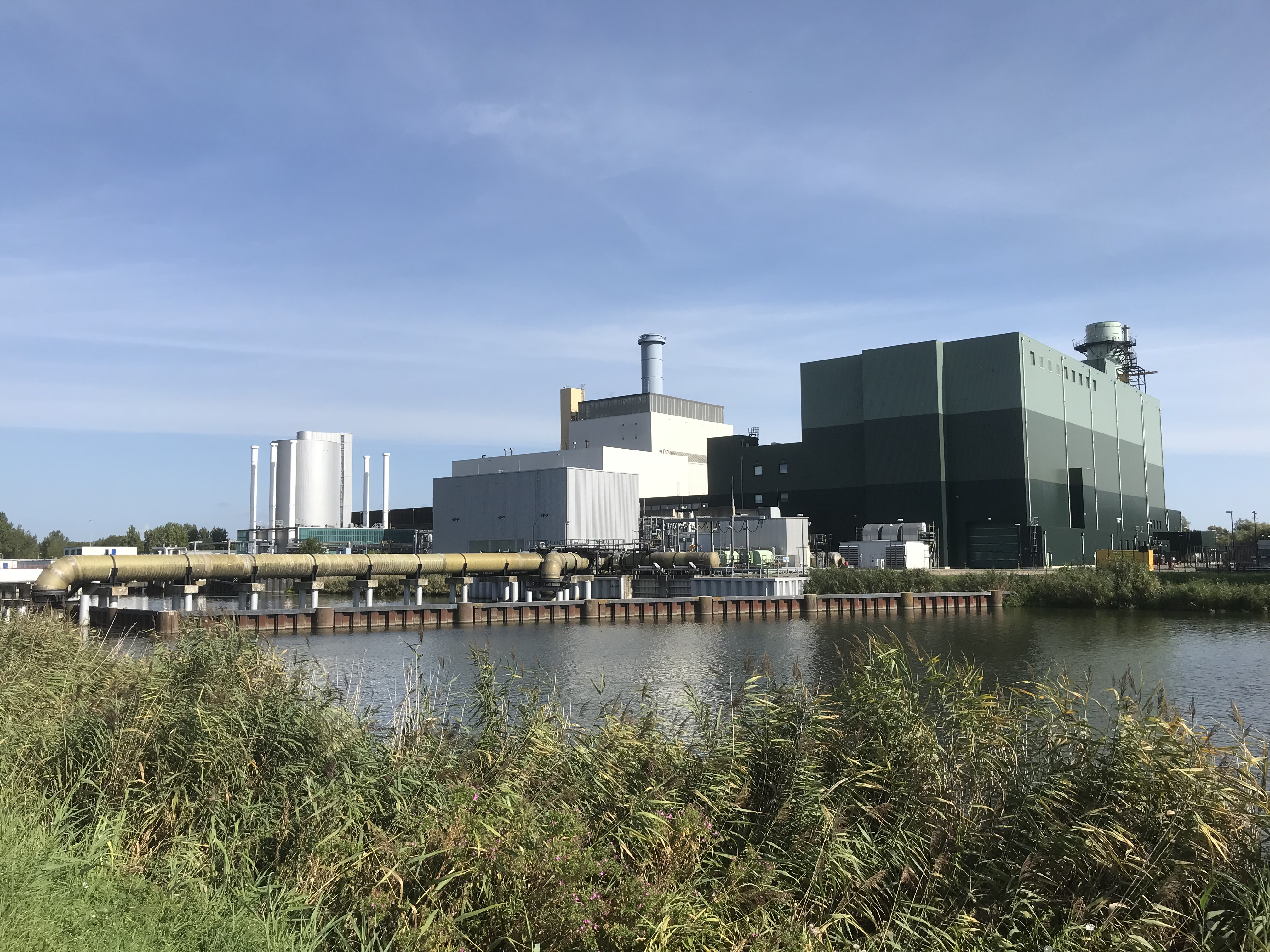
De centrale gezien vanaf de Overdiemerweg (2024)

De Vattenfall Nederland centrale Diemen is een complex van elektriciteitscentrales in de Nederlandse gemeente Diemen waar ook stadswarmte wordt gewonnen voor Almere en Diemen. De twee eenheden hebben een capaciteit van 684 MWe (megawatt elektrisch) en 615 MWth (megawatt thermisch). Naast de centrale ligt, aan de Overdiemerweg (ook wel de "Nuon-weg" genoemd), een uitgestrekt transformatorstation waar diverse hoogspanningsleidingen bij elkaar komen.

## Geschiedenis
De eerste elektriciteitscentrale is hier rond 1960 aangelegd in opdracht van het Provinciaal Elektriciteitsbedrijf van Noord-Holland (PEN) en in 1970 in gebruik genomen. Bij de aanleg ontstond aan de noordkant het zogenoemde PEN-eiland, later de "Diemer Vijfhoek" genoemd, uit veen- en kleigrond die uit de bouwput werd opgebaggerd en buitendijks werd gestort in het IJmeer.

### Voormalige centrales
Diemen 31 en 32 waren twee conventionele aardgas- en/of oliegestookte elektriciteitscentrales die na ingebruikname in 1970 tot 1996 gebruikt werden voor de opwekking van elektriciteit. Beide centrales hadden elk een maximaal elektrisch vermogen van 184 MW. Beide centrales zijn gesloopt om ruimte te realiseren voor de toekomstige ontwikkeling van het complex.

## Activiteiten
De huidige centrale bestaat uit twee eenheden:
- Centrale Diemen 33: is een STEG-warmte-krachtcentrale en is sinds 1995 in bedrijf. Zij heeft een maximaal elektrisch vermogen van 266 MW en een maximaal thermisch vermogen van 180 MW. Diemen 33 kan 500.000 huishoudens van elektriciteit en 150.000 huishoudens van warmte voorzien.
- Centrale Diemen 34: is eveneens een STEG-warmte-krachtcentrale met een opgesteld vermogen van 435 MW. Het bouwbesluit werd in 2010 genomen en de centrale kwam eind 2012 in gebruik. Het was bij de ingebruikname een milieuvriendelijke centrale vanwege het hoge rendement van 59%. Verder wordt er voor 260 MWth aan warmte geproduceerd waardoor het rendement naar maximaal 80% stijgt. Een 8,5 kilometer lange pijpleiding is aangelegd om het warme water van Diemen, onder het IJmeer door, naar Almere Stad te transporteren. De centrale voorziet zo'n 250.000 huishoudens van warmte en 850.000 van stroom.

Vattenfall heeft plannen ingediend om op deze locatie een biomassacentrale te realiseren. De centrale zal worden gestookt op houtpellets en een maximaal thermisch vermogen van 120 MWth krijgen. Jaarlijks wordt dan maximaal 212.000 ton aan houtpellets verstookt en stadswarmte worden geproduceerd. Op 2 augustus 2018 heeft Vattenfall een vergunningsaanvraag ingediend. Op 11 juli 2019 heeft de gemeente Diemen een verklaring van geen bedenkingen afgegeven en dat er geen milieueffectrapport (MER) nodig is. In september 2019 heeft de Omgevingsdienst Noordzeekanaalgebied een omgevingsvergunning verleend voor de nieuwe centrale. Diverse organisaties zijn naar de rechter gestapt en vervolgens naar de Raad van State. De laatste oordeelde op 30 augustus 2023 dat de uitgevoerde MER-beoordeling onvoldoende was en dat Vattenfall een MER had moeten uitvoeren. Het werk aan de centrale is inmiddels stilgelegd.

## Stroomuitval
Op 27 maart 2015 werden de provincies Noord-Holland en Flevoland getroffen door stroomuitval veroorzaakt door een noodgedwongen afschakeling van een 380 kV-station in deze centrale. De storing duurde nog geen uur, maar had grote gevolgen voor de rest van de dag. Onder meer het vliegverkeer van en naar Schiphol en het treinverkeer rond Amsterdam moesten worden stilgelegd en een miljoen huishoudens kwamen zonder stroom te zitten.